# Elena Soriano
Pour les articles homonymes, voir Soriano (homonymie).
Ne doit pas être confondu avec Elena Arnedo Soriano.
Elena Soriano, née à Fuentidueña de Tajo le 4 février 1917, et morte le 2 décembre 1996 à Madrid, est une écrivaine espagnole.

## Biographie
Elena Soriano passe son enfance entre l'Andalousie et la Castille. Fille d'instituteur, selon les souhaits de son père, elle poursuit des études supérieures, sous la République qui encourage les femmes à aller vers l'université et les métiers intellectuels. Elle achève sa formation à l'école normale en 1935, puis commence un cursus en lettres, qu'elle doit arrêter brutalement lorsque la guerre d'Espagne éclate, en 1936. Lors du conflit, sa famille s'installe à Valence, ville restée fidèle à la République.
Lors de l'arrivée au pouvoir des nationalistes, elle demeure en Espagne. Débute alors pour elle ce que l'on nomme « l'exil intérieur », que vivent les Républicains espagnols restés dans leur pays sous la menace de la répression franquiste. Elle épouse Juan José Arnedo Sánchez, avec qui elle a deux enfants, dont la future gynécologue Elena Arnedo Soriano, l'une des initiatrices du planning familial à la mort de Franco.
En 1951, elle commence sa carrière littéraire en publiant le roman Caza menor, puis El 1955 va reunir en la trilogia Mujer y Hombre  (1955), La playa de los locos (livre censuré par le régime franquiste qui ne sera publié que pendant la transition démocratique), Espejismos i Medea 55, œuvre dans laquelle elle traite des problèmes féminins, comme le tabou de la virginité.
En 1969, dans les dernières années du franquisme, elle crée et finance, malgré le joug de la dictature, la revue littéraire El Urogallo, qu'elle dirige jusqu'en 1976.
Son œuvre littéraire la plus connue demeure Testimonio materno, un essai dans lequel elle relate le « long suicide » de son fils toxicomane, ouvrage dont elle cède les droits peu avant de mourir en 1996, à la Croix-rouge espagnole.